# Яблонка (гмина)
Яблонка (пол. Jabłonka) — сельская гмина в Польше, входит как административная единица в Новотаргский повет, Малопольское воеводство. Население — 19 195 человек (на 2025 год).

## Демография
| Перепись                       | Всего   | Всего | Женщины | Женщины | Мужчины | Мужчины |
| ------------------------------ | ------- | ----- | ------- | ------- | ------- | ------- |
| Единицы                        | человек | %     | человек | %       | человек | %       |
| Население                      | 19 195  | 100   | 9751    | 50,8    | 9444    | 49,2    |
| Плотность населения (чел./км²) | 90      | 90    | 45,8    | 45,8    | 44,4    | 44,4    |

## Сельские округа
1. Хыжне
2. Яблонка
3. Яблонка-Боры
4. Липница-Мала
5. Оравка
6. Подвильк
7. Зубжица-Дольна
8. Зубжица-Гурна

## Соседние гмины
1. Гмина Быстра-Сидзина
2. Гмина Чарны-Дунаец
3. Гмина Липница-Велька
4. Гмина Раба-Выжна
5. Гмина Спытковице
6. Гмина Завоя